# Hayley Westenra

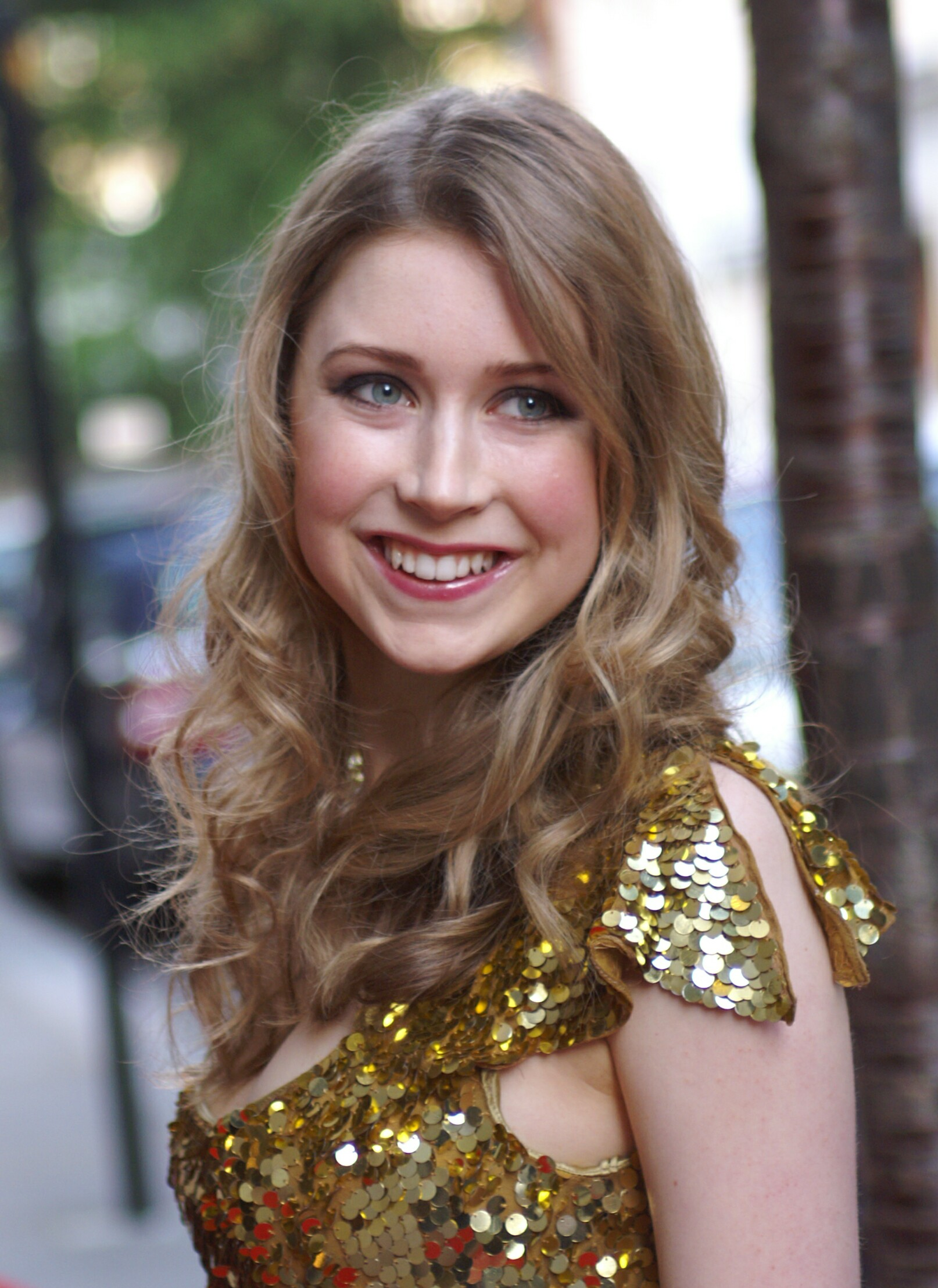
Hayley Westenra, 2006

Hayley Dee Westenra (* 10. April 1987 in Christchurch) ist eine neuseeländische Sängerin mit irischen und niederländischen  Wurzeln.

## Karriere

### Frühe Jahre
Im Alter von sechs Jahren stand Hayley zum ersten Mal auf der Bühne. Sie sang die musikalische Hauptrolle im Krippenspiel Little Star an ihrer Schule Cobham Intermediate. Ein Lehrer, der die Aufführung mitverfolgt hatte, bemerkte, dass Hayleys Tonlage perfekt war, und er empfahl ihrer Mutter Jill, Hayley solle ein Instrument lernen, um ihr Talent zu fördern. Sie lernte bald darauf, Noten zu lesen und Geige, Klavier, Gitarre und Blockflöte zu spielen.
Mit elf Jahren hatte sie bereits in über 40 Bühnenproduktionen mitgewirkt, hatte in Fernseh-Shows gesungen und war in größeren Konzerten aufgetreten.
Im Jahr 2000 nahm Westenra zwölfjährig eine CD auf. Diese Demo war vor allem als persönliches Souvenir gedacht; zunächst wurden 70 CD-R kopiert und anschließend 1000 Stück in einer leicht geänderten Version gepresst. Eine Journalistin von Canterbury Television wurde aufmerksam und bat Hayley, on air zu singen. Gray Bartlett, der Direktor einer Konzert-Agentur, sah diese Sendung und nahm Hayley unter Vertrag. Bald darauf wurde ihr ein Plattenvertrag mit Universal Records New Zealand angeboten.
Ihr (eigentliches) Debüt-Album Hayley Westenra erreichte sofort Platz 1 in den Popcharts und blieb für vier Wochen an der Spitze. Bald darauf folgte das Weihnachtsalbum My Gift To You.
Nach diesen Erfolgen wurde Hayley Gesangsunterricht bei Dame Malvina Major angeboten, und sie nahm dieses Angebot später auch wahr.

### Internationaler Erfolg
Während Hayley Westenras Alben in Neuseeland sehr erfolgreich waren, war sie im Ausland eher unbekannt, bis sie einen Vertrag mit Decca Records abschloss und 2003 ihr erstes internationales Album Pure aufnahm. Pure enthält eine breite Auswahl an Stücken, wie zum Beispiel eine Version von Who Painted The Moon Black (Coverversion des Originals von Nianell), Hine e Hine (ein Lied der Māori, des indigenen Volks Neuseelands), In Trutina aus Orffs Carmina Burana, Wuthering Heights (der Erstlings-Hit in der langen Karriere von Kate Bush) sowie der ewige spirituelle Klassiker Amazing Grace. Ebenfalls enthalten ist Pokarekare Ana, ein neuseeländisches Liebeslied von anhaltender Beliebtheit. Pure wurde zum bestverkauften Debüt-Album in der Geschichte der UK Classical Charts und schlug dabei den vorherigen Rekord von Charlotte Church. Das Album wurde die Nummer 1 in den UK Classical Charts und kam auf Platz 8 in den UK Pop Charts.  Es wurde weltweit über 2 Millionen Mal verkauft. In Neuseeland erhielt Pure zwölf Mal Platin. Hayley Westenra hält damit den Verkaufsrekord in der Geschichte des Landes, unabhängig vom Genre.
Hayley Westenra gewann 2004 den Vodafone New Zealand Music Award in der Kategorie Highest Selling New Zealand Album und den International Achievement Award.
Sie erhielt zwei japanische Grammies (Song of the Year, Amazing Grace und Album of the Year, Pure). Ebenfalls 2004 begann sie eine Welttournee, die sie nach Neuseeland, Australien, Japan und Großbritannien führte. Im November trat sie in einem Konzert u. a. vor Königin Elisabeth II. auf. Im Sydney Opera House erhielt Hayley eine der seltenen Standing Ovations und schloss das Jahr ab mit einer erfolgreichen Weihnachtstour an der Ostküste der Vereinigten Staaten als Gastsolistin des Boston Pops Orchestra.
2005 erschien ihr neues Album Odyssey, eine Mischung aus Klassik, Pop und keltischer Musik. Es wurde am 15. April 2006 in Deutschland veröffentlicht. In der ersten Hälfte des Jahres 2006 trat sie im Vorprogramm des Quartetts Il Divo auf dessen Welttournee auf. Im März hatte sie allerdings auch einige Solokonzerte in den USA. Am 5. September 2006 wurde Hayley als erste Neuseeländerin als eine von zehn herausragenden jungen Menschen der Welt von der Junior Chamber International ausgezeichnet.
Am 13. November 2006 nahm sie an der Einweihung des New Zealand War Memorial in London teil. Drei Großonkel von Hayley Westenra dienten im Zweiten Weltkrieg, einer fiel.
Nach dem Erscheinen von Pure zog Hayley Westenra nach London.

### Zeit nach erstem internationalen Erfolg

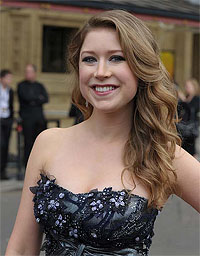
Hayley Westenra bei den Classical BRIT Awards 2009

Im August 2006 wurde Hayley Westenra Mitglied der Gruppe Celtic Woman und ist auf deren zweitem am 30. Januar 2007 veröffentlichtem Album (CD/DVD), Celtic Woman: A New Journey zu sehen bzw. zu hören. Sie ging mit der Gruppe 2007 auf US-Tournee (bis Juni 2007), wobei Auftritte in 88 Spielstätten im ganzen Land angesetzt waren. Nach Ende dieser Tour trennten sich die Wege.
Das dritte internationale Album Treasure wurde am 26. Februar 2007 in Großbritannien veröffentlicht. Das Album umfasst Lieder wie E Pari Ra, One Fine Day, Let Me Lie, Danny Boy und Abide with Me. Hayley war Mitautorin von vier der fünfzehn Titel. Die Version für die USA, Australien und Neuseeland folgte im März unter dem Titel Celtic Treasure.
Das Lied Prayer ist die Titelmelodie des Wii-Spiels Endless Ocean, zu dem sie noch weitere Titel beigesteuert hat.
Hayley Westenra sang den Part der Maria in einer am 30. Juli 2007 veröffentlichten Aufnahme der West Side Story.
Im November 2008 wurde sie als Classical Performer of the Year vom Variety Club in London ausgezeichnet.
Westenra ist auch auf Mike Oldfields Album Music of the Spheres (2008) zu hören, wo sie den Titel On My Heart singt. Am 7. März 2008 wurde das Werk im Guggenheim-Museum in Bilbao uraufgeführt. Eine Aufnahme des Konzerts ist seit dem 17. März auf iTunes erhältlich und seit November 2008 der limitierten Version des Studioalbums beigefügt. Daneben wirkte sie an Jocelyn Pooks Musik zum Film The Merchant of Venice (UK/LUX/IT 2004) mit, in dem sie ein Liebeslied singt.
2009 sang sie ein Duett mit Paul Potts auf seinem Album Passione und mit Lee Mead auf dessen CD Nothing Else Matters.
Am 23. Oktober 2011 sang sie vor dem Finale der Rugby-Union-Weltmeisterschaft 2011 im Eden Park die neuseeländische Nationalhymne God Defend New Zealand.
2011 produzierte sie in Rom gemeinsam mit dem Filmkomponisten Ennio Morricone das Album Paradiso mit neu eingespielten Filmthemen.

## Privates
Hayley Westenra hat zwei jüngere Geschwister, Sophie und Isaac. In der Familie gibt es eine musikalische Tradition: Ihre Großmutter Shirley Ireland war eine Sängerin und ihr Großvater Pianist.
Am 29. Dezember 2013 heiratete sie den französischen Toningenieur Arnaud Sabard in Hawarden’s Flaxmere Gardens in North Canterbury. Inzwischen ist Hayley Westenra wieder von Arnauld Sabard geschieden. Ihr jetziger Partner ist Travis McIntosh, mit dem sie eine Tochter hat. Die Familie lebt in Auckland/Neuseeland.

## Soziales Engagement
Hayley Westenra ist die bisher jüngste UNICEF-Botschafterin. 2005 besuchte sie Ghana, um für ihr Projekt Bikes for Ghana zu werben, und half aktiv bei der Beschaffung von Mitteln für den Kauf von Fahrrädern, um jungen Mädchen den Schulbesuch auch dann zu ermöglichen, wenn sie in weiterer Entfernung wohnen.
Im September 2008 besuchte sie im Auftrag von UNICEF Ghana erneut. Sie plante sich um die Förderung von sauberem Trinkwasser zu kümmern und etwas gegen die Verseuchung des Trinkwassers mit einem Parasiten zu tun.
2008 erhielt Hayley Westenra von der New Zealand Society den Global Kiwis Young Achiever Award, wie auch weitere Preise, sowohl in Neuseeland als auch in anderen Ländern.
Sie ist auch Botschafterin für Save the Children in Hongkong und nahm an einer Kampagne zur Brustkrebsvorsorge in Neuseeland teil, unterstützt das Women’s Environmental Network, das Nordoff-Robbins Center for Music Therapy, das Hilfe für behinderte Kinder anbietet und die Royal British Legion.
Von 2008 an stellte sie sich in den Dienst der alljährlichen Poppy-Appeal-Kampagne in Großbritannien.

## Diskografie

### Studioalben
| Jahr | Titel           | Höchstplatzierung, Gesamtwochen, AuszeichnungChartplatzierungen (Jahr, Titel, Platzierungen, Wochen, Auszeichnungen, Anmerkungen) | Höchstplatzierung, Gesamtwochen, AuszeichnungChartplatzierungen (Jahr, Titel, Platzierungen, Wochen, Auszeichnungen, Anmerkungen) | Höchstplatzierung, Gesamtwochen, AuszeichnungChartplatzierungen (Jahr, Titel, Platzierungen, Wochen, Auszeichnungen, Anmerkungen) | Höchstplatzierung, Gesamtwochen, AuszeichnungChartplatzierungen (Jahr, Titel, Platzierungen, Wochen, Auszeichnungen, Anmerkungen) | Höchstplatzierung, Gesamtwochen, AuszeichnungChartplatzierungen (Jahr, Titel, Platzierungen, Wochen, Auszeichnungen, Anmerkungen) | Höchstplatzierung, Gesamtwochen, AuszeichnungChartplatzierungen (Jahr, Titel, Platzierungen, Wochen, Auszeichnungen, Anmerkungen) | Anmerkungen                                              |
| Jahr | Titel           | DE | AT | CH | UK | US | NZ | Anmerkungen                                              |
| ---- | --------------- | --- | --- | --- | --- | --- | --- | -------------------------------------------------------- |
| 2001 | Hayley Westenra | — | — | — | — | — | NZ1 ×3Dreifachplatin · (18 Wo.)NZ                                                                                                 | Erstveröffentlichung: 26. April 2001                     |
| 2003 | Pure            | DE73 (3 Wo.)DE | — | — | UK7 ×2Doppelplatin · (31 Wo.)UK                                                                                                   | US70 (6 Wo.)US | NZ1 ×12Zwölffachplatin · (56 Wo.)NZ                                                                                               | Erstveröffentlichung: 10. Juli 2003                      |
| 2005 | Odyssey         | — | — | — | UK10 Gold · (18 Wo.)UK | — | NZ1 ×3Dreifachplatin · (26 Wo.)NZ                                                                                                 | Erstveröffentlichung: 8. August 2005                     |
| 2007 | Treasure        | — | — | — | UK9 Silber · (6 Wo.)UK | US184 (1 Wo.)US | NZ1 ×2Doppelplatin · (27 Wo.)NZ                                                                                                   | Erstveröffentlichung: 26. Februar 2007                   |
| 2011 | Paradiso        | — | — | — | UK13 (5 Wo.)UK | — | NZ1 Gold · (12 Wo.)NZ | Erstveröffentlichung: 18. April 2011 mit Ennio Morricone |
| 2013 | Hushabye        | — | — | — | UK35 (2 Wo.)UK | — | NZ14 (7 Wo.)NZ | Erstveröffentlichung: 14. Juni 2013                      |

### Weitere Alben
| Jahr | Titel                             | Höchstplatzierung, Gesamtwochen, AuszeichnungChartplatzierungen (Jahr, Titel, Platzierungen, Wochen, Auszeichnungen, Anmerkungen) | Höchstplatzierung, Gesamtwochen, AuszeichnungChartplatzierungen (Jahr, Titel, Platzierungen, Wochen, Auszeichnungen, Anmerkungen) | Höchstplatzierung, Gesamtwochen, AuszeichnungChartplatzierungen (Jahr, Titel, Platzierungen, Wochen, Auszeichnungen, Anmerkungen) | Höchstplatzierung, Gesamtwochen, AuszeichnungChartplatzierungen (Jahr, Titel, Platzierungen, Wochen, Auszeichnungen, Anmerkungen) | Höchstplatzierung, Gesamtwochen, AuszeichnungChartplatzierungen (Jahr, Titel, Platzierungen, Wochen, Auszeichnungen, Anmerkungen) | Höchstplatzierung, Gesamtwochen, AuszeichnungChartplatzierungen (Jahr, Titel, Platzierungen, Wochen, Auszeichnungen, Anmerkungen) | Anmerkungen                                             |
| Jahr | Titel                             | DE | AT | CH | UK | US | NZ | Anmerkungen                                             |
| ---- | --------------------------------- | --- | --- | --- | --- | --- | --- | ------------------------------------------------------- |
| 2001 | My Gift to You                    | — | — | — | — | — | NZ4 ×3Dreifachplatin · (6 Wo.)NZ                                                                                                  | Erstveröffentlichung: 15. November 2001 Weihnachtsalbum |
| 2008 | River of Dreams: The Very Best of | — | — | — | UK24 Silber · (4 Wo.)UK | — | NZ13 Platin · (10 Wo.)NZ | Erstveröffentlichung: 10. November 2008 Kompilation     |
| 2009 | Christmas Magic / Winter Magic    | — | — | — | UK95 (1 Wo.)UK | — | NZ20 (6 Wo.)NZ | Erstveröffentlichung: 16. November 2009 Weihnachtsalbum |

### Singles
| Jahr | Titel Album                                                  | Höchstplatzierung, Gesamtwochen, AuszeichnungChartplatzierungen (Jahr, Titel, Album, Platzierungen, Wochen, Auszeichnungen, Anmerkungen) | Höchstplatzierung, Gesamtwochen, AuszeichnungChartplatzierungen (Jahr, Titel, Album, Platzierungen, Wochen, Auszeichnungen, Anmerkungen) | Höchstplatzierung, Gesamtwochen, AuszeichnungChartplatzierungen (Jahr, Titel, Album, Platzierungen, Wochen, Auszeichnungen, Anmerkungen) | Höchstplatzierung, Gesamtwochen, AuszeichnungChartplatzierungen (Jahr, Titel, Album, Platzierungen, Wochen, Auszeichnungen, Anmerkungen) | Höchstplatzierung, Gesamtwochen, AuszeichnungChartplatzierungen (Jahr, Titel, Album, Platzierungen, Wochen, Auszeichnungen, Anmerkungen) | Höchstplatzierung, Gesamtwochen, AuszeichnungChartplatzierungen (Jahr, Titel, Album, Platzierungen, Wochen, Auszeichnungen, Anmerkungen) | Anmerkungen                           |
| Jahr | Titel Album                                                  | DE | AT | CH | UK | US | NZ | Anmerkungen                           |
| ---- | ------------------------------------------------------------ | --- | --- | --- | --- | --- | --- | ------------------------------------- |
| 2011 | World in Union The Rugby World Cup 2011 (The Official Album) | — | — | — | UK70 (2 Wo.)UK | — | NZ23 (1 Wo.)NZ | Erstveröffentlichung: 26. August 2011 |

### Regionale Alben
| Jahr | Titel | Bemerkungen | Region     |
| ---- | --- | --- | ---------- |
| 2000 | Walking in the Air | Eine unabhängig produzierte Demo-CD in zwei Ausgaben: 70 CD-R-Kopien und 1.000 gepresste Kopien. Letztere hat einen Titel weniger. Beide Ausgaben waren nicht für den allgemeinen Verkauf bestimmt. | Neuseeland |
| 2004 | Wuthering Heights | In der Autobiographie als „mini-album“ geführt | Japan      |
| 2006 | Crystal | [ 27 ] | Japan      |
| 2007 | Amazing Grace – The Best of Hayley Westenra | [ 27 ] | Japan      |
| 2007 | Prayer | Enthält bis dato in Japan nicht veröffentlichte Aufnahmen | Japan      |
| 2008 | Hayley sings Japanese Songs | Enthält Hayleys englische Interpretation japanischer Pop-Titel | Japan      |
| 2009 | Hayley sings Japanese Songs 2 | CD und DVD – japanische Lieder, im Anschluss an das 2008 veröffentlichte Album | Japan      |
| 2009 | Winter Magic (japanisch 冬の輝き – 恋人たちのピュア・ヴォイス Fuyu No Kagayaki – Koibito-tachi no pyua voisu, „Winterglanz – die pure voice der Liebenden“) | Veröffentlicht am 30. September 2009 im Vorfeld ihrer Tour durch Japan im Oktober; in einer regulären und einer (erweiterten) limited Edition                                                       | Japan      |

### Internationale Alben
| Jahr | Titel                       | Anmerkungen |
| ---- | --------------------------- | --- |
| 2005 | Live From New Zealand       | DVD; Live-Mitschnitt der Konzerte am 15. und 16. August 2004 im St.-James-Theater in Wellington, Neuseeland; veröffentlicht 4. April 2005 |
| 2007 | Celtic Woman: A New Journey | Hayley Westenra tritt als Teil der Gruppe Celtic Woman auf; veröffentlicht am 23. Februar 2007                                            |

### Weitere Singles
| Jahr | Titel                          | Region |
| ---- | ------------------------------ | ------ |
| 2003 | Amazing Grace                  | Japan  |
| 2005 | Wiegenlied                     | Japan  |
| 2009 | Nemunoki no Komori Uta/Tsubomi | Japan  |

### Künstlerische Beteiligung
| Jahr | Beteiligt an                         | Anmerkungen |
| ---- | ------------------------------------ | --- |
| 2003 | Russell Watson Live                  | Sang "I Dreamed a Dream" und ein Duett mit Russell Watson "Pokarekare Ana" |
| 2004 | Nussknacker und Mausekönig           | Sang "Peaches and Creamy World" |
| 2005 | Mulan II Soundtrack                  | Sang "Here Beside Me" |
| 2005 | Der Kaufmann von Venedig Soundtrack' | Sang "Bridal Ballad" |
| 2005 | Lilo & Stitch 2                      | Sang "Always" |
| 2006 | The New World Soundtrack             | Sang "Listen to the Wind" |
| 2007 | Celtic Woman: A New Journey          | Sang mit der Gruppe "The Sky and the Dawn and the Sun", "Over the Rainbow", "Beyond the Sea", "The Last Rose of Summer", "Spanish Lady", "Mo Ghile Mear" und "You Raise Me Up" und als Solistin "Scarborough Fair" und "Lascia ch’io pianga". |
| 2007 | West Side Story                      | Sang den Part der Maria |
| 2007 | Jekyll (BBC-Serie)                   | Sang für den Soundtrack |
| 2007 | Flood                                | Sang für den Soundtrack |
| 2007 | Endless Ocean                        | Sang u. a. "Prayer" und "Pokarekare Ana" |
| 2007 | Music of the Spheres                 | Sang "On My Heart" und "On My Heart (reprise)" |
| 2008 | Tenor at the Movies                  | Sang "Un Giorno Per Noi" aus Romeo and Juliet mit Jonathan Ansell |
| 2008 | Different Voices                     | komponiert von Debbie Wiseman |
| 2009 | Nativity! Soundtrack                 | Sang "Silent Night" aus Winter Magic und "One Night One Moment" |
| 2009 | Paul Potts Passione                  | Sang das Duett "Sei Con Me" |
| 2009 | Lee Mead Nothing Else Matters        | Sang das Duett "When The Stars Go Blue" |
| 2010 | Karl Jenkins Gloria                  | Sang das Solo in "I’ll Make Music" |

## Auszeichnungen für Musikverkäufe
| Goldene Schallplatte - Australien - 2003: für das Album Pure |

Anmerkung: Auszeichnungen in Ländern aus den Charttabellen bzw. Chartboxen sind in ebendiesen zu finden.
| Land/RegionAuszeichnungen für Musikverkäufe (Land/Region, Auszeichnungen, Verkäufe, Quellen) | Silber     | Gold     | Platin       | Verkäufe | Quellen          |
| -------------------------------------------------------------------------------------------- | ---------- | -------- | ------------ | -------- | ---------------- |
| Australien (ARIA)                                                                            | —          | Gold1    | —            | 35.000   | aria.com.au      |
| Neuseeland (RMNZ)                                                                            | —          | Gold1    | 24× Platin24 | 367.500  | radioscope.co.nz |
| Vereinigtes Königreich (BPI)                                                                 | 2× Silber2 | Gold1    | 2× Platin2   | 820.000  | bpi.co.uk        |
| Insgesamt                                                                                    | 2× Silber2 | 3× Gold3 | 26× Platin26 |          |                  |

## Touren und Konzerte
| Jahr | Name der Tour                              | Anmerkungen |
| ---- | ------------------------------------------ | --- |
| 2004 | Pure                                       | New Zealand Tour |
| 2005 | UNICEF Benefit Concert                     | Sang das offizielle UNICEF-Lied "Children First" während des H. C. Andersen-Jubiläums in Kopenhagen zusammen mit Morten Harket, Sänger der norwegischen Gruppe a-ha. |
| 2006 | Il Divo World Tour                         | im Vorprogramm |
| 2006 | Celtic Woman – A New Journey Concert       | Live-Konzert in Slane Castle, Irland |
| 2007 | Celtic Woman – A New Journey – US Tour     | Tourte mit Celtic Woman zwischen März und April, z. T. auch im Mai                                                                                                   |
| 2008 | Northern Ireland Concert Tour              | |
| 2008 | Classical Brit Award Ceremony              | Finalistin, sang das Duett Un Giorno Per Noi mit Jonathan Ansell in der Royal Albert Hall                                                                            |
| 2008 | Japan Tour                                 | Auftritte im Mai und Juni |
| 2008 | USA – Independence Day Celebration         | Sang "Shenandoah" vor 300.000 Zuschauern vor dem Capitol in Washington, D.C.                                                                                         |
| 2008 | United Kingdom Tour                        | Auftritte im Juli und August, meist open-air |
| 2008 | Iraq Tour                                  | Sang im Oktober 2008 in Basra, Irak vor britischen und alliierten Truppen                                                                                            |
| 2008 | River of Dreams Tour                       | Auftritte in zahlreichen Häusern in ganz Großbritannien, auch als Werbung für die CD River of Dreams; aufgrund von Gesundheitsproblemen z. T. auf 2009 verschoben.   |
| 2009 | The Valentines Tour                        | Auftritte in zahlreichen Häusern in ganz Großbritannien im Februar mit Jonathan Ansell.                                                                              |
| 2009 | Japan Tour                                 | 15 Konzerte in ganz Japan, März/April |
| 2009 | World Games 2009, Taiwan                   | Sang mehrere Titel während der Eröffnungszeremonie der World Games in Kaohsiung, Taiwan am 16. Juli                                                                  |
| 2009 | Taiwan Tour (TSO & Hayley)                 | Auftritt im National Theatre in Taipei, Taiwan am 3. Oktober mit dem Taipei Symphony Orchestra.                                                                      |
| 2009 | Japan Tour                                 | 5 Konzerte in Japan im Zusammenhang mit der Veröffentlichung des aktuellen Albums – vom 11. bis 18. Oktober.                                                         |
| 2009 | Winter Magic Christmas Tour                | Auftritte vom 23. November bis 21. Dezember in englischen Kathedralen und im Barbican, London                                                                        |
| 2010 | Battle Of Britain 70th Anniversary UK Tour | Auftritte vom 6. Juli bis 2. August mit der Central Band, Regiment Band und der College Band of the RAF                                                              |
| 2010 | Taiwan, China Tour                         | Auftritte vom 27. Oktober bis 1. November in Kaohsiung, Shanghai und Taipei                                                                                          |
| 2010 | Christmas Wishes Tour                      | Auftritte vom 14. Dezember bis 22. Dezember in Manchester, Glasgow, Birmingham und im Barbican, London                                                               |